# Крылов, Сергей Александрович (лингвист)
Серге́й Алекса́ндрович Крыло́в (род. 13 июля 1958, Москва, СССР) — советский и российский лингвист, специалист по общей лингвистике, грамматике, семантике, фонологии, истории языкознания, семиотике, компьютерной лингвистике, русскому и монгольскому языку. Доктор филологических наук. Один из авторов «Большой Российской энциклопедии».

## Биография
Внук музыковеда Л. Н. Лебединского.
В 1980 году окончил филологический факультет МГУ (ОСиПЛ) по специальности «структурная и прикладная лингвистика» и в 1983 году аспирантуру Института языкознания АН СССР по специальности «общее языкознание» (руководитель Т. В. Булыгина).
В 2002 году в Институте языкознания РАН защитил диссертацию на соискание учёной степени кандидата филологических наук по теме «Морфемика современного монгольского языка» (специальность 10.02.02 — «Языки народов Российской Федерации (монгольские языки)»).
В 2005 году в Институте языкознания РАН защитил диссертацию на соискание учёной степени доктора филологических наук по теме «грамматика современного монгольского языка и смежные проблемы общей лингвистики: Морфемика. Морфонология. Элементы фонологической трансформаторики» (специальность 10.02.02 — «Языки народов Российской Федерации (монгольские языки)» и специальность 10.02.20 — сравнительно-историческое, типологическое и сопоставительное языкознание). Официальные оппоненты — доктор филологических наук, профессор В. Б. Касевич, доктор филологических наук, профессор П. Ц. Биткеев и доктор филологических наук, профессор И. В. Кормушин. Ведущая организация — Институт лингвистики РГГУ.
Ведущий научный сотрудник Института востоковедения РАН (Отдел языков Азии и Африки) (работает в Институте с апреля 1984 года), главный научный сотрудник Института системного анализа РАН (с марта 2007), профессор Государственного Университета природы, общества и человека «Дубна» (с сентября 2005), заведующий кафедрой общего и славянского языкознания Российского православного института Святого Иоанна Богослова (с июля 2004 по июнь 2009).
Был женат на лингвистке А. В. Дыбо.

## Научная деятельность

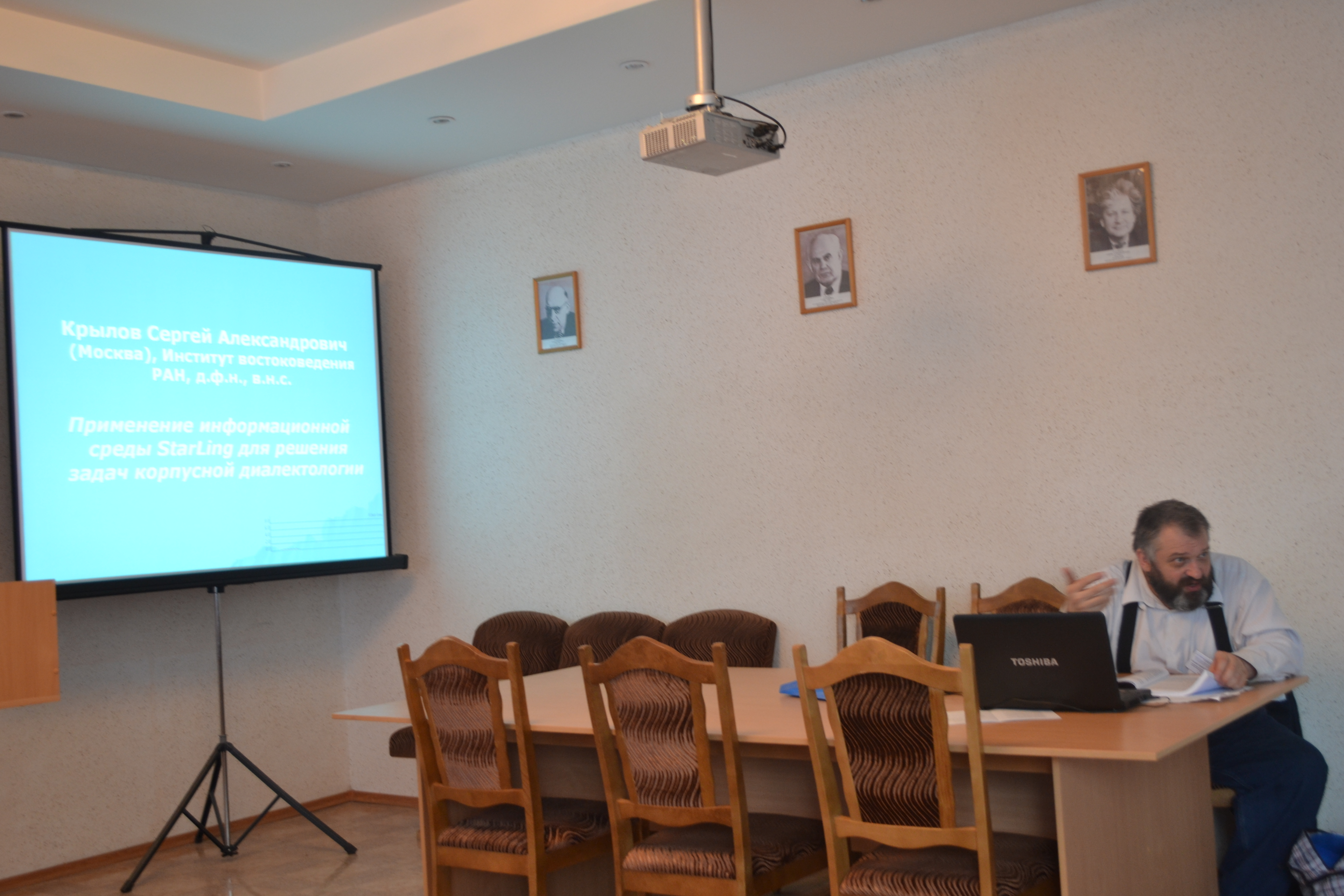
Выступление на одной из секций на XIII Международной конференции «Актуальные проблемы диалектологии языков народов России», ИИЯЛ, Уфа (2013)

Автор более 400 публикаций по общей лингвистике, грамматике, семантике, фонологии, истории языкознания, семиотике, компьютерной лингвистике, русскому и монгольскому языку. Среди них — 77 предметных указателей (главным образом терминологических) к учебникам (Ю. С. Маслова, В. М. Алпатова и др.), справочникам (в том числе к «Лингвистическому энциклопедическому словарю», совм. с А. Д. Шмелёвым) и монографиям по общей лингвистике, а также 118 энциклопедических статей по общей лингвистике (в том числе «Словоформа», «Лексема», «Дополнение», «Залог», «Диатеза», «Субъект», «Объект» и др.; а также совм. с Т. В. Булыгиной: «Система языковая», «Падеж», «Морфология», «Категория», «Понятийные категории», «Скрытые категории» и др.; совм. с Е. В. Падучевой: «Местоимение» и др.); очерки, посвящённые научным биографиям и анализу концепций российских лингвистов (Р. О. Якобсона, А. А. Реформатского, Г. Д. Санжеева, Ю. С. Маслова, Н. Д. Арутюновой, И. Ф. Вардуля, В. Г. Гака, Т. В. Булыгиной, В. Н. Топорова, Вяч. Вс. Иванова, Ю. С. Мартемьянова, Е. В. Падучевой, А. А. Зализняка, В. Б. Касевича, С. А. Старостина).
Разработал новые экспериментальные жанры словарей и указателей — с аспектизацией отсылок (справочно-библиографический словарь языка, а также предметные указатели: семантический; лексико-семантический; терминологический параметризованный с тезаурусными отношениями). В 1989—2005 годах осуществил (совместно с С. А. Старостиным или под его руководством) ряд работ по автоматической обработке текстов, компьютерной лексикографии и корпусной лингвистике.

## Преподавательская деятельность
- МГУ, ОТиПЛ, 1989—1992:
  - «Математические методы в лингвистике»
  - «Введение в семиотику»
- РГГУ, ФТиПЛ, 1991—1992, 1996—2000:
  - «Введение в лингвистику и семиотику»
  - с/к «Введение в семиотику»
- Вена, Экономический университет, 1992:
  - с/к «Теория референции для русистов»
- Вена, Венский университет, 1994—1998:
  - с/к «Лингвистические задачи для русистов»
  - с/к «Методы структурной лингвистики для русистов»
  - с/к «Семиотика для русистов»
- МГУ, кафедра русского языка, 1996:
  - с/к «Введение в семиотику»
- Москва, ИИЯ, 1996:
  - «Основы фонетики и фонологии»
- РПИ Св. Иоанна Богослова, 2002—2007:
  - «Русский язык. Словообразование»
  - «Русский язык. Лексика»
  - «Русский язык. Морфология»
  - «Введение в языкознание»
  - «Общее языкознание»
  - «История русского литературного языка»
- Университет «Дубна», 2002—2007:
  - «Основы теории перевода»
  - «История языкознания»
  - с/к «Методы структурного изучения языка»
  - «Русский язык. Синтаксис»
- РГГУ, 2005
  - с/к «Компьютерные методы в историческом языкознании»
- СпбГУ, фил. ф-т, 2005—2007
  - «Новые направления в лингвистике»
  - «Семантика и прагматика»
- СпбГУ, восточный ф-т, 2005—2007
  - «Концепции современного языкознания»

## Научные труды

### Книги
- «Теоретическая грамматика монгольского языка и смежные вопросы общей лингвистики. Ч. 1. Морфемика, морфонология, элементы фонологической трансформаторики (в свете общей теории морфологических и морфонологических моделей)». М.: ВЛ, 2004.- 479 с;

### Основные статьи
- Дейксис: общетеоретические и прагматические аспекты // Языковая деятельность в аспекте лингвистической прагматики. М.: ИНИОН, 1983, с. 25—96 (совм. с Е. В. Падучевой);
- Детерминация имени в русском языке: теоретические проблемы // Семиотика и информатика, в. 23, М., 1984, с. 124—154; переизд.: там же, вып. 35, с. 244—271;
- О многоуровневом подходе к классификации звуковых чередований современного монгольского языка // Языки Азии и Африки (Фонетика. Лексикология. Грамматика). М.: Наука, ГРВЛ, 1985, с. 113—127;
- Semiotik in der UdSSR: Geschichte, gegenwärtiges Zustand und Perspektiven // Znakolog, No. 1. Bochum, 1989;
- О семантике местоименных слов и выражений // Русские местоимения: семантика и грамматика. Владимир, 1989, с. 5-12;
- Типы морфем в современном халха-монгольском языке // Морфема и проблемы типологии. М.: ГРВЛ, 1991, с. 276—356;
- Автоматический морфологический анализ русских словоформ с префиксальным отрицанием: несколько теоретических проблем // Тезисы Международного Семинара «Диалог 2000». Т. 2. Протвино, 2000, с. 220—225;
- «Русское именное словоизменение» А. А. Зализняка тридцать лет спустя: опыт ретроспективной рецензии с позиций неоструктуралистской морфологии // Зализняк А. А. Русское именное словоизменение. Изд. 2-е. М.: ЯРК, 2002, с. 699—748;
- Порядок и беспорядок с металингвистической точки зрения // Логический анализ языка. Космос и хаос: концептуальные поля порядка и беспорядка, М.: Индрик, 2003, с. 302—319;
- Актуальные проблемы автоматического анализа и синтеза текста в интегрированной информационной среде STARLING // Компьютерная лингвистика и интеллектуальные технологии. Труды международной конференции «Диалог’2003». М.: Наука, 2003, с. 354—360 (совм. с С. А. Старостиным);
- Калька и заимствование в русской грамматической терминологии // Русистика на пороге XXI века: проблемы и перспективы. М.: ИРЯ РАН, 2003, с. 25—31;
- Язык и эстетика: металингвистические замечания // Логический анализ языка. Язык и эстетика: семантические поля прекрасного и безобразного. М.: Индрик, 2004, с. 504—512;
- Семантическая роль как элемент метаязыков общей и специальной типологии // 40 лет Санкт-Петербургской типологической школе. М.: Знак, 2004, с. 233—252;
- Пуристическая стратегия и концентрический принцип автоматического моделирования речевых способностей // Компьютерная лингвистика и интеллектуальные технологии. Труды международной конференции «Диалог’2004». М.: Наука, 2004, с. 383—387;
- Композиционно-интегральный металингвистический подход к условно-семантической интерпретации текстов // Компьютерная лингвистика и интеллектуальные технологии. Труды международной конференции «Диалог’2005» (Звенигород, 1-6 июня 2005 г.), М., Наука, 2005, с. 298—302;
- Количество как понятийная категория // Логический анализ языка. Квантификативный аспект языка, М., 2005, с. 44-65;
- Влияние МСТ на общую лингвистику (в свете подведения предварительных итогов «семантической революции») // Восток — Запад. Вторая международная конференция по модели «Смысл — Текст», М., Языки славянской культуры, 2005, с. 237—247;
- Об усовершенствовании процедуры автоматического анализа и синтеза речевых отрезков (в связи с разработкой лингвистического процессора в интегрированной информационной среде STARLING) // Orientalia et classica. Вып. VI. Аспекты компаративистики. I. М.: РГГУ, 2005, с. 453—475.
- Булыгина, Татьяна Вячеславовна : [арх. 4 июля 2022] / Крылов С. А. // Большой Кавказ — Великий канал [Электронный ресурс]. — 2006. — С. 338. — (Большая российская энциклопедия : [в 35 т.] / гл. ред. Ю. С. Осипов ; 2004—2017, т. 4). — ISBN 5-85270-333-8.
- Дыбо А. В., Крылов С. А. Наукометрия в лингвистике: попытка критериев // Троицкий вариант — Наука : газета. — М.: ООО «Тровант», 2013. — № 137. — С. 8.